# Wenslingen
Wenslingen é uma comuna da Suíça, situada no distrito de Sissach, no cantão de Basileia-Campo. Tem 5,91 km² de área e sua população em 2018 foi estimada em 722 habitantes.